# Wolne oprogramowanie
Wolne oprogramowanie (ang. free software) – termin określający oprogramowanie, które może być uruchamiane, kopiowane, rozpowszechniane, analizowane oraz zmieniane i poprawiane przez użytkowników, oraz dające użytkownikom wolność do dzielenia się tym oprogramowaniem bez ograniczeń prawa autorskiego. Główna idea polega na zaprzeczeniu temu prawu, które zakazuje kopiowania, za pomocą odpowiedniej licencji. Stosowanie licencji, aby usunąć możliwość swobodnego (wolnego) kopiowania utworów nazywane jest Copyleft. Często stosowane jest określenie „wolne i otwarte oprogramowanie”, odnoszące się do ruchów wolnego oraz otwartego (ang. free and open) oprogramowania. Wolne oprogramowanie jest przeciwieństwem zamkniętego oprogramowania. Wolne oprogramowanie może być oprogramowaniem komercyjnym, licencje copyleft nie zabraniają zarabiania na nim. Ruch wolnego oprogramowania został zapoczątkowany przez Richarda Stallmana (RMS) oraz jego fundacje Free Software Foundation (FSF). Ruch Wolnego i otwartego oprogramowania został rozpowszechniony na inne dziedziny życia takie jak otwarta treść, otwarte standardy czy ruch wolnej kultury.

## Definicja
Oprogramowanie, aby można je było nazwać wolnym, musi spełniać kilka podstawowych założeń, które zostały zawarte w definicji wolnego oprogramowania opublikowanej przez Free Software Foundation. Przysługujące użytkownikowi wolności:
- wolność 0: wolność uruchamiania programu w dowolnym celu,
- wolność 1: wolność analizowania programu oraz dostosowywania go do swoich potrzeb,
- wolność 2: wolność rozpowszechniania kopii programu,
- wolność 3: wolność udoskonalania programu i publicznego rozpowszechniania własnych ulepszeń, dzięki czemu może z nich skorzystać cała społeczność.

Wolności pierwsza i trzecia mogą być spełnione tylko wtedy, gdy dostępny jest kod źródłowy oprogramowania.

## Historia
Wolne oprogramowanie istniało od początku komputerów, gdyż od samego początku programiści dzielili się kodem źródłowym swoich programów, które traktowano jak wiedzę naukową tj. jako wspólne publiczne dobro. Oficjalna nazwa narodziła się około lat 80., kiedy oprogramowanie zaczęło być zamykane i zaczęto tworzyć oprogramowanie własnościowe, czego propagatorem był Microsoft. Ważną przyczyną stworzenia nazwy dla wolnego oprogramowania było to, że zaczęło ono tracić na popularności, przestało być zjawiskiem powszechnym, jak było dawniej. Do stworzenia odrębnej nazwy przyczyniło się także skomercjalizowanie przez AT&T dostępnego wcześniej wraz z otwartymi źródłami systemu Unix, co spowodowało odcięcie dostępu do kodu oraz jego swobodnego rozwoju (zob. BSD).
Temu zjawisku przeciwstawił się haker z MIT (Massachusetts Institute of Technology), Richard M. Stallman, który zapoczątkował ruch na rzecz tworzenia wolnego oprogramowania. Sam termin „wolne oprogramowanie” jest o tyle problematyczny, że w języku angielskim słowo wolny („free”) oznacza również „bezpłatny”. Jest więc to przyczyną wielu nieporozumień, na stronach Free Software Foundation często powtarzany jest więc zwrot «“free” as in “free speech” not as in “free beer”» („«Wolne» jak «wolność wypowiedzi», nie jak «piwo za darmo»”).
Richard M. Stallman jest także założycielem organizacji Free Software Foundation (FSF) – fundacja zajmuje się głównie promocją wolnego oprogramowania oraz rozwijaniem projektu GNU. Zasadniczą cechą wolnego oprogramowania jest możliwość jego dalszego rozpowszechniania i modyfikacji oraz pełna dostępność jego kodu źródłowego.
Natomiast nazwa open source powstała w 1998 wraz z rozpowszechnieniem przez Netscape Communications Corporation kodu źródłowego przeglądarki Netscape Navigator na licencji gwarantującej każdemu prawa do dowolnego użytku, modyfikacji, redystrybucji kodu. Miało to związek z chęcią wciągnięcia dużych przedsiębiorstw do ruchu wolnego oprogramowania. Firmy te obawiały się powiązania z tego rodzaju oprogramowaniem. Ruch otwartego oprogramowania kładzie większy nacisk na kwestie techniczne i organizacyjne związane z wolnością kodu, odsuwając na nieco dalszy plan kwestie ideologiczne. Jego założycielami i orędownikami są Eric S. Raymond (ESR) i Bruce Perens.

## Licencje
Lista licencji uznawanych przez Free Software Foundation
Wśród różnych rodzajów licencji wolnego oprogramowania można wyróżnić:
- GNU GPL/GNU LGPL
- Licencje BSD
- Apache License
- X11 (popularnie zwana też MIT)
- Licencja Artystyczna
- Licencja Guile
- Licencja modułów wykonawczych kompilatora GNU Ada
- Standard ML of New Jersey Copyright License
- Domena publiczna
- CeCILL wersja 2
- Cryptix General License

i wiele innych. Spis wszystkich licencji wolnego oprogramowania można znaleźć na stronie internetowej projektu GNU

## Filozofia
Istnieje wyraźna rozbieżność między filozofiami free software a open source. Free software kładzie główny nacisk na strony moralne i etyczne dostępności oprogramowania, natomiast open source podkreśla znaczenie technicznej doskonałości kodu. W praktyce każde oprogramowanie typu free software jest jednocześnie open source, ale nie każde oprogramowanie typu open source jest zarazem free software (ponieważ pierwotna idea jest bardziej radykalna, a w ruchu potomnym została w pewnym sensie złagodzona). Ze względu na istniejące różnice podejścia obu ruchów określa się je nieraz zbiorczym terminem FLOSS (Free/Libre Open Source Software), spotykanym głównie w oficjalnych analizach i temu podobnych dokumentach.
Według tzw. „Filozofii Ubuntu” każde wolne oprogramowanie powinno trzymać się następujących zasad:
- Umożliwić każdemu użytkownikowi komputera, aby ten mógł w sposób całkowicie swobodny uruchamiać oraz modyfikować do swoich potrzeb oprogramowanie, którym się posługuje, bez odgórnego przymusu uiszczania jakichkolwiek opłat z tytułu licencji.
- Możliwość korzystania z oprogramowania w języku naturalnym dla danego użytkownika.
- Swoboda użytkowania oprogramowania niezależnie od ewentualnej niepełnosprawności użytkownika oraz bez względu na jej charakter.

## Znane postacie
Osoby związane z ruchem wolnego oprogramowania:
- Richard Stallman
- Eben Moglen
- Alan Cox
- Larry Wall
- Eric Allman